# Gradiva

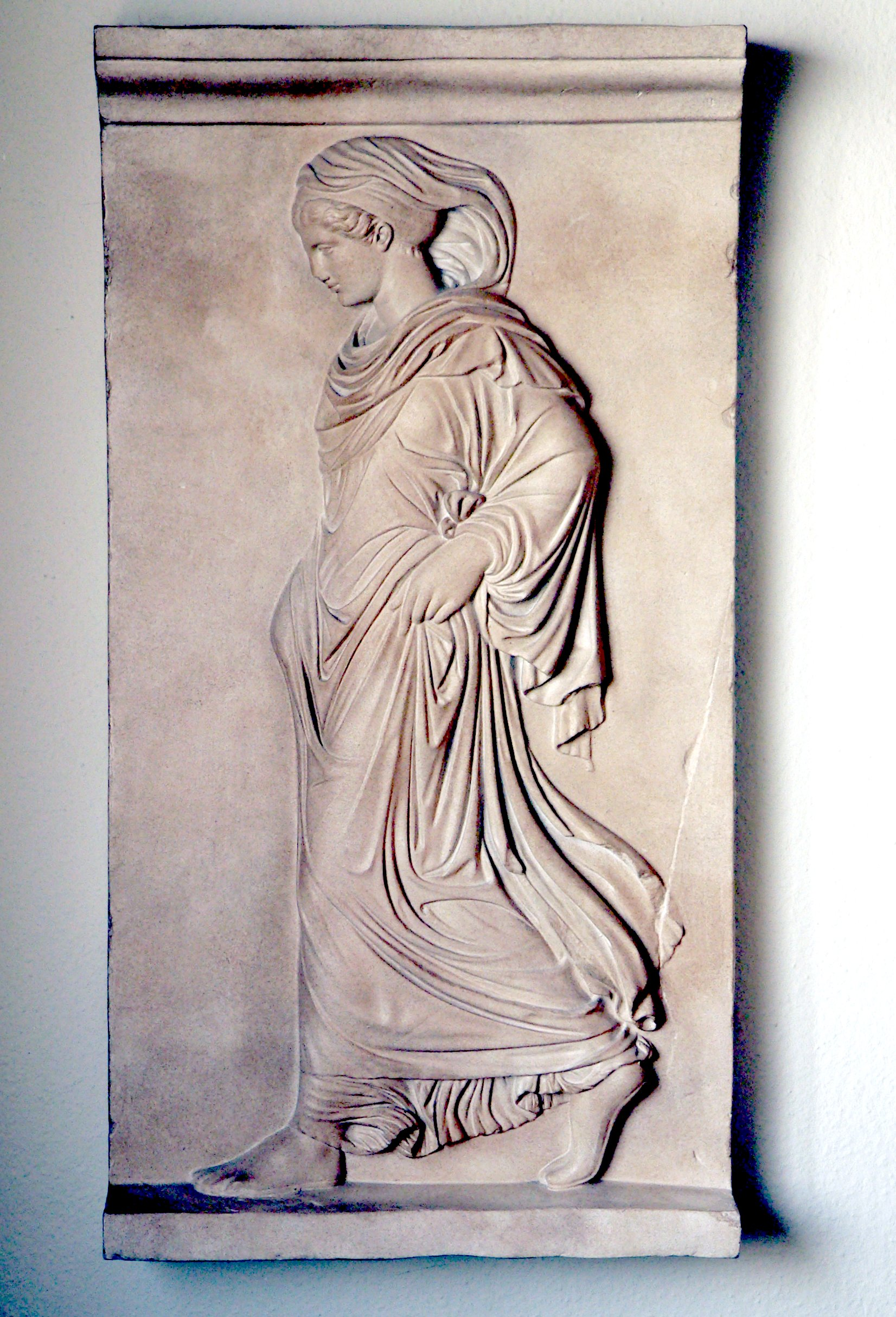
Bajorrelieve de Gradiva, la que camina.

Gradiva, también conocida como la que camina, es una figura mitológica del siglo XX. Surge a partir de la novela Gradiva, del escritor alemán Wilhelm Jensen.
La figura surge a partir de un bajorrelieve romano de estilo neoático, probablemente copiado de un original griego del siglo IV a. C.. Se conoce con el nombre de Gradiva a partir de la novela. El bajorrelieve completo muestra a Aglauro y sus hermanas, Herse y Pándroso, deidades del rocío. El arqueólogo Friedrich Hauser reconstruyó la escultura completa a partir de fragmentos diseminados en varios museos. El fragmento correspondiente a Gradiva se encuentra en el museo vaticano Chiaramonti, en Roma.

## La novela de Jensen

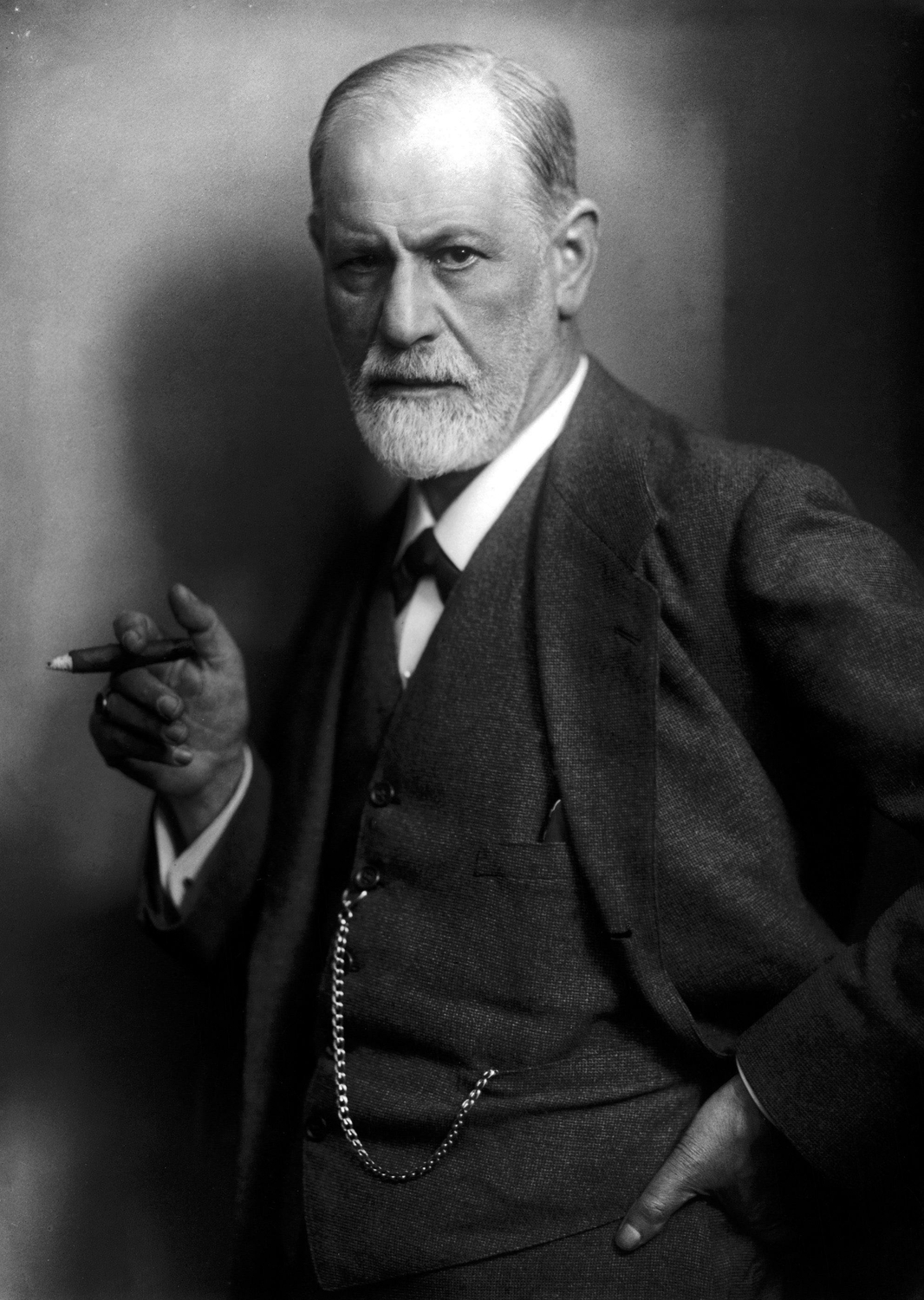
Sigmund Freud, creador del psicoanálisis, dedicó a la novela Gradiva uno de sus primeros análisis de obras literarias.

En la novela de Jensen, el joven arqueólogo Norbert Hanold está fascinado por una figura femenina en un bajorrelieve antiguo y le da el nombre de "Gradiva" en honor a Mars Gradivus, el dios romano de la guerra que camina hacia la batalla. Más tarde, sin estar muy seguro de si está despierto o soñando, la encuentra en las ruinas de Pompeya.

### Análisis de Freud
Sigmund Freud analizó las acciones y los sueños del protagonista de la novela de Jensen en su estudio de 1908 La ilusión y los sueños en «Gradiva» de W. Jensen (en alemán Der Wahn und die Träume en W. Jensens Gradiva). Este análisis fue uno de sus primeros acerca de obras literarias y contribuyó a la popularidad de la novela. Por otro lado, Freud poseía una copia de esta escultura en su estudio de Londres, en el actual museo Freud.

## Adaptaciones
Salvador Dalí usó el nombre "Gradiva" como apodo para su esposa, Gala. Usó la figura de Gradiva en varias de sus pinturas, incluyendo Gradiva descubre las ruinas antropomorfas. La figura de Gradiva también se utilizó en otras pinturas surrealistas.
En 1937 el escritor surrealista André Breton abrió una galería de arte en París, a la que le dio el nombre de Gradiva. Marcel Duchamp fue el encargado de diseñarla.
En 1978 se dio a conocer el cortometraje Gradiva Esquisse 1, obra del cineasta francés Raymonde Carasco. Dicha película fue descrita como "una construcción poética sobre la fetichización del deseo, que parece ir en contra de la lectura de Freud: el movimiento gracioso del pie de la doncella es visto como el objeto mismo, no un mero referente del deseo masculino".
En 1986, el escritor surrealista y etnógrafo francés Michel Leiris fundó, junto con Jean Jamin, la revista Gradhiva de antropología. Desde 2005 ha venido siendo publicada por el Museo del muelle Branly - Jacques Chirac de París.